# Freebird Airlines Europe
Freebird Airlines Europe — чартерна авіакомпанія, що базується в Німеччині. 
Це дочірня компанія турецької Freebird Airlines.

## Історія
Авіакомпанія була заснована в серпні 2018 року після того, як Freebird Airlines здобула новий сертифікат оператора для нової дочірньої компанії.  
Свій перший літак вони отримали 29 січня 2019 року.

## Флот
Станом на лютий 2022 року флот авіакомпанії Freebird Airlines складається з таких літаків:
| Літак           | В дії | Замовлення | Пасажири |
| --------------- | ----- | ---------- | -------- |
| Airbus A320-200 | 3     | —          | 180      |
| Всього          | 3     | —          |          |